# Maigold
'Maigold' (ce qui signifie « or de mai ») est un cultivar de rosier grimpant obtenu en 1953 par le rosiériste allemand Reimer Kordes (1922-1997). Il est issu d'un croisement 'Poulsen's Pink' x 'Frühlingstag',. Cet excellent rosier jaune, fleurissant à profusion, figure toujours en bonne place dans les catalogues.

## Description
Il s'agit d'un hybride de Rosa spinosissima aux grosses fleurs (14-30 pétales) d'un jaune profond aux nuances cuivrées et ambrées. Elles sont semi-doubles à doubles et parfumées. La floraison, extrêmement généreuse, n'est pas remontante, ; elle survient sur les vieux rameaux.
Le buisson grimpant, très épineux, au feuillage luisant atteint 200 cm à 500 cm de hauteur pour une largeur de 250 cm. Ses longues branches arquées peuvent aussi constituer des haies touffues.
Sa zone de rusticité est de 6b à 9b ; il supporte donc les hivers rigoureux. Ce rosier tétraploïde est naturellement sain, résistant aux maladies.
On peut notamment l'admirer à la roseraie du Val-de-Marne de L'Haÿ-les-Roses.

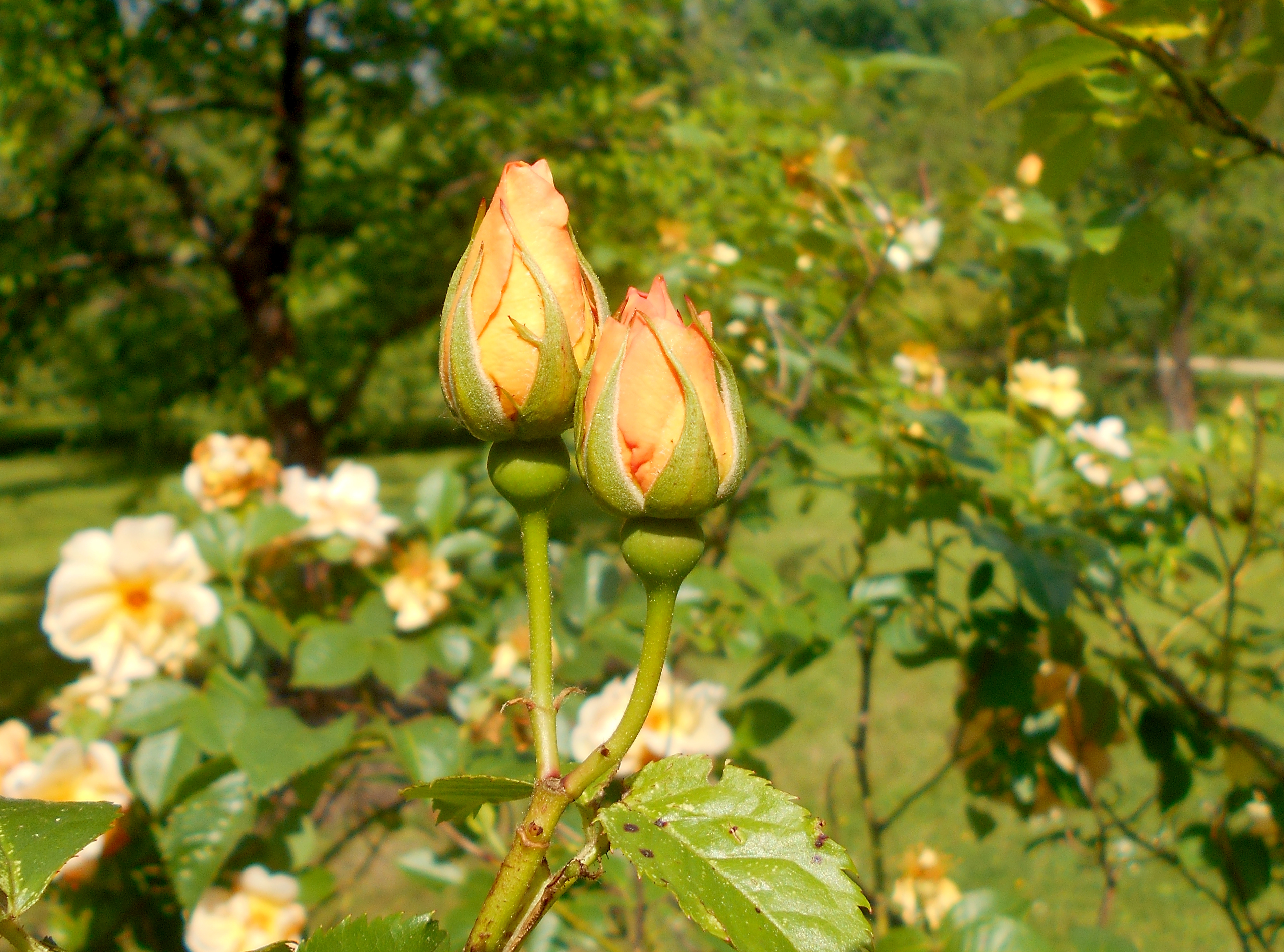
Boutons de rose 'Maigold' au jardin botanique de Berlin
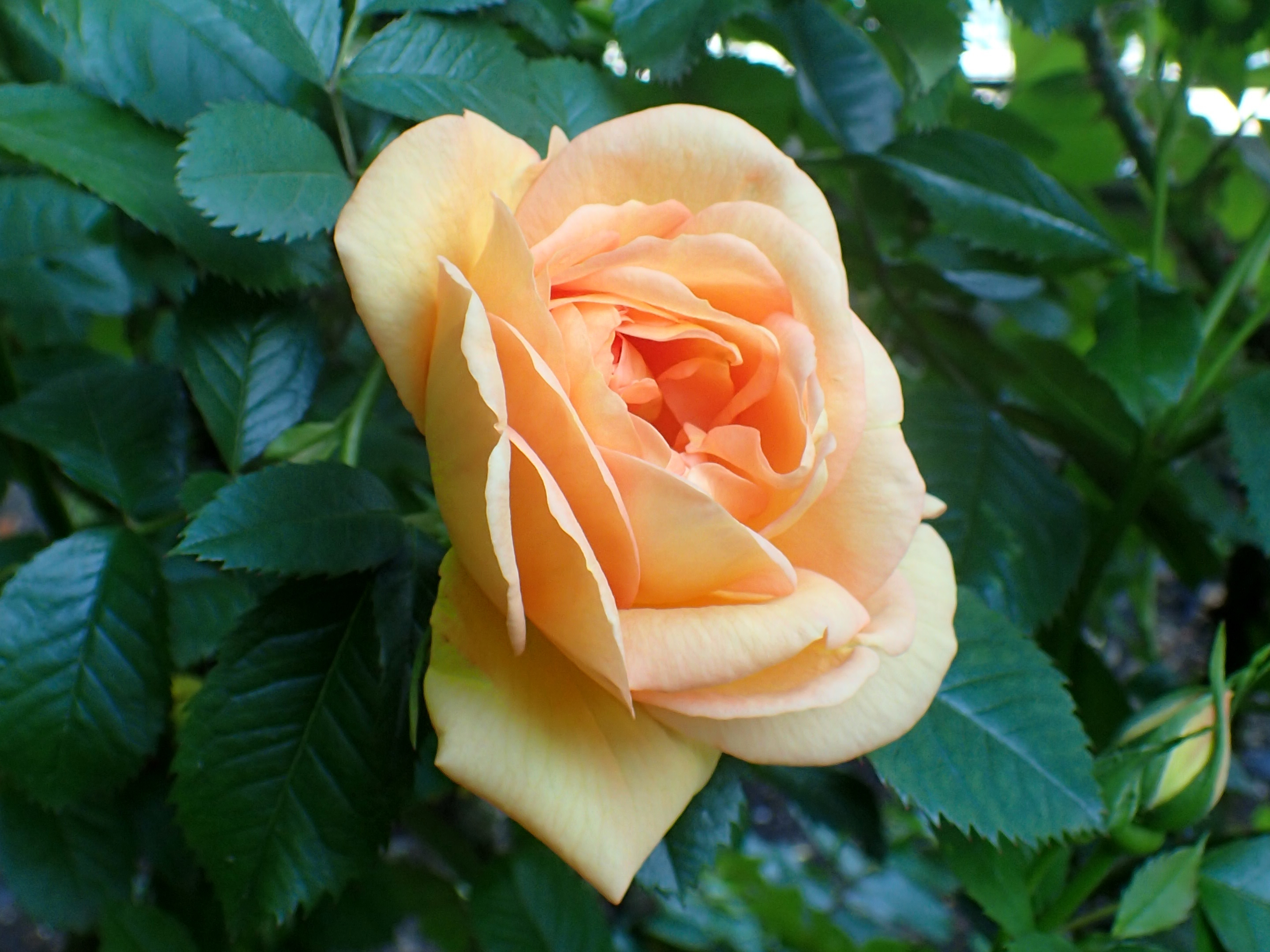
Rose 'Maigold' au jardin botanique de Cracovie
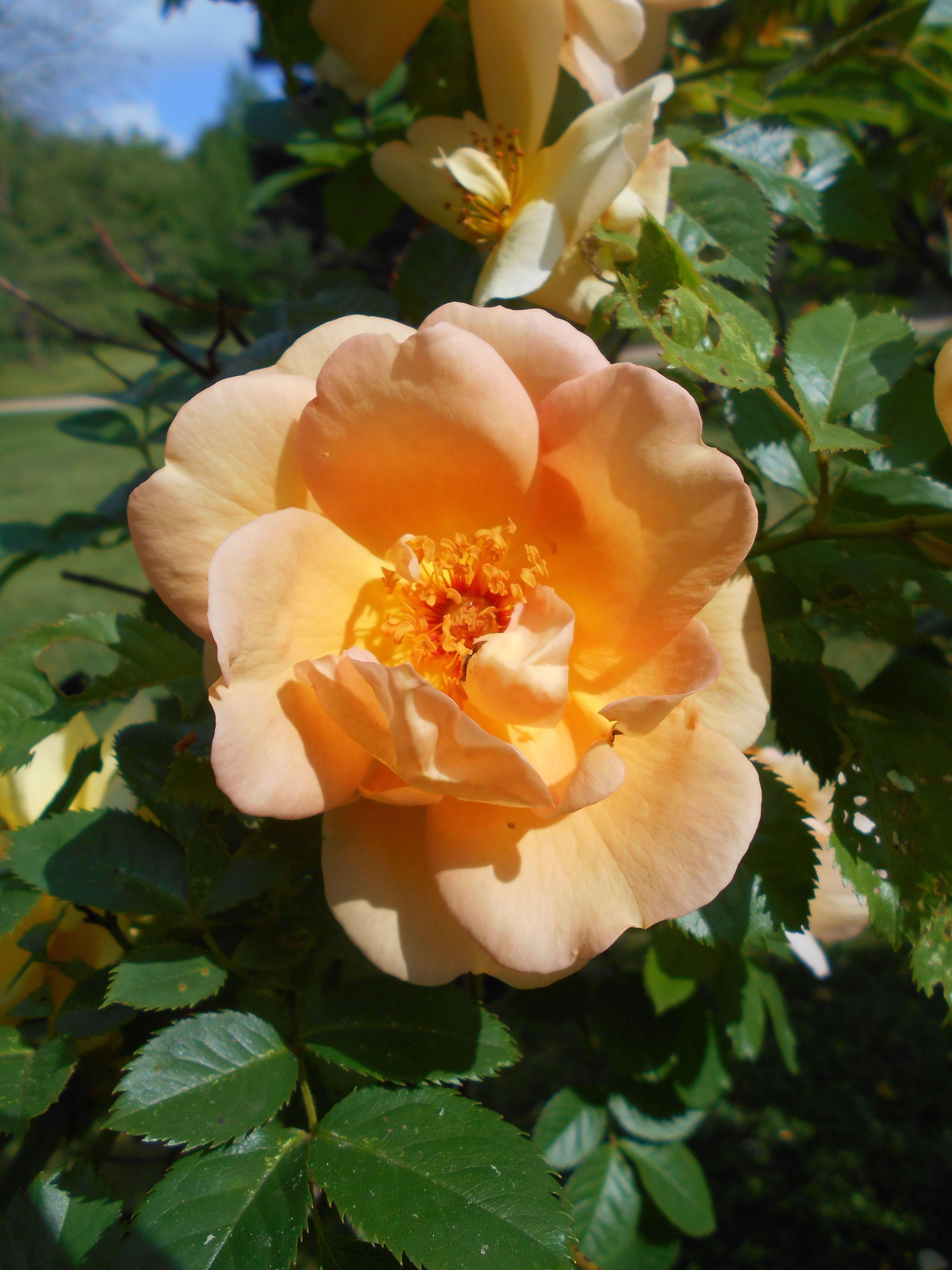
Rose 'Maigold' épanouie au jardin botanique de Berlin
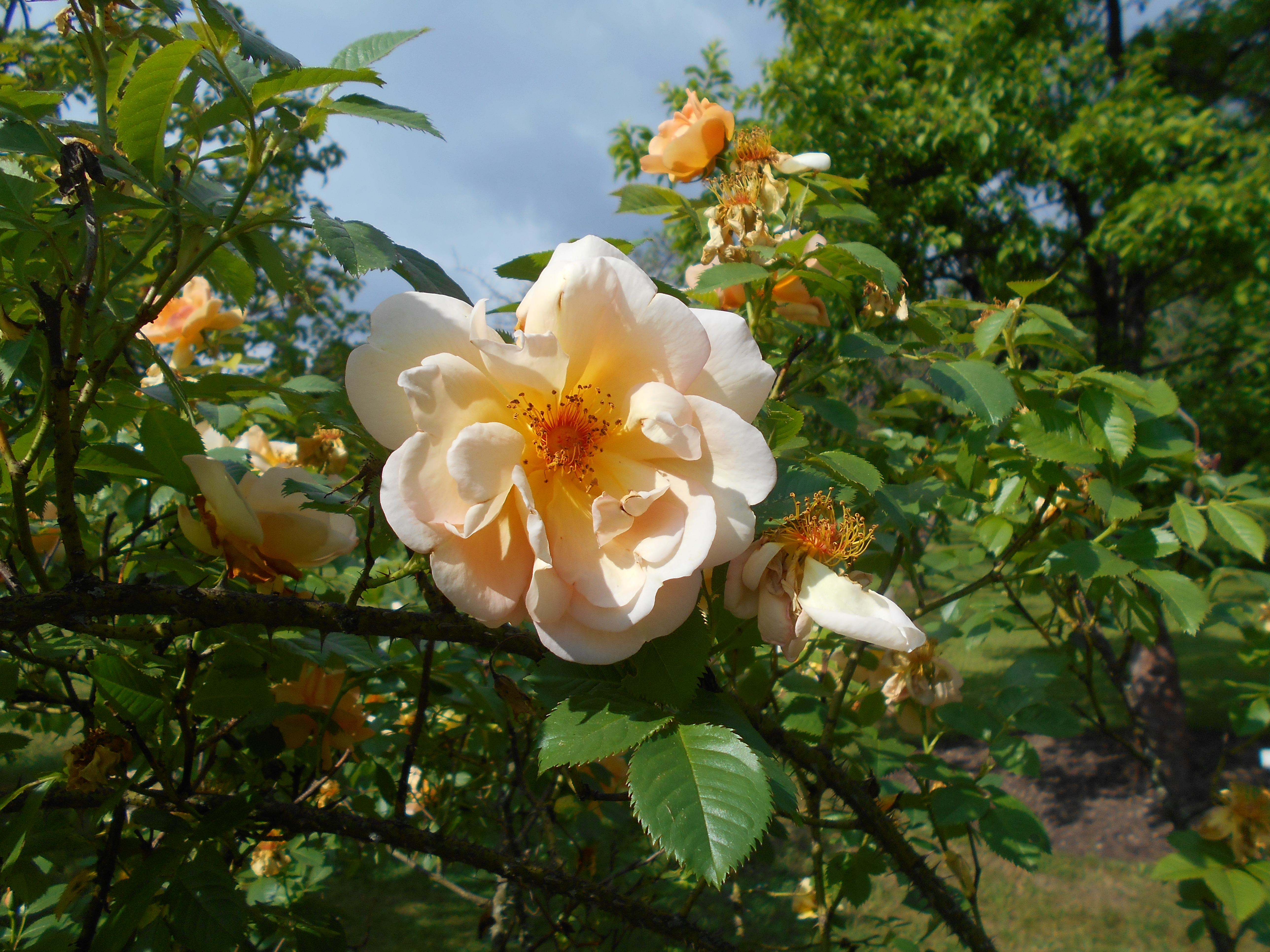
Roses 'Maigold' pleinement épanouies au jardin botanique de Berlin